# Пантелеев, Иван Николаевич
Иван Николаевич Пантелеев (1 декабря 1981, Краматорск, Донецкая область — 20 февраля 2014, Киев) — украинский рок-музыкант, певец, поэт, композитор, солист группы «Небо Минуса». Участник Евромайдана. Герой Украины (2014, посмертно).

## Биография
Вырос в Краматорске, а последние пять лет жил в селе Дмитриевка с бабушкой. Иван мечтал о своей рок-группе. Играл на различных музыкальных инструментах, сочинял стихи и музыку.
Пантелеев уехал в Киев 10 декабря, после того как узнал о силовом разгоне Евромайдана ночью 30 ноября 2013 года. Все время, пока был в Киеве, жил в палатке на улице Институтской.
Был убит на улице Институтской во время противостояния 20 февраля 2014 года на Евромайдане. Похоронен в Дмитриевке.

## Память
- 26 ноября 2015 года в Краматорске в школе, где он учился, открыли мемориальную доску в его честь.

### Награды
- Звание Герой Украины с вручением ордена «Золотая Звезда» (21 ноября 2014, посмертно) — за гражданское мужество, патриотизм, героическое отстаивание конституционных принципов демократии, прав и свобод человека, самоотверженное служение Украинскому народу, обнаруженные во время Революции достоинства[3]
- Медаль «За жертвенность и любовь к Украине» (УПЦ КП, июнь 2015) (посмертно)[4]